# Neochernes peninsularis
Espèce
Synonymes
- Chernes peninsularis Chamberlin, 1925

Neochernes peninsularis est une espèce de pseudoscorpions de la famille des Chernetidae.

## Distribution
Cette espèce est endémique de Basse-Californie du Sud au Mexique. Elle se rencontre vers Cabo San Lucas.

## Publication originale
- Chamberlin, 1925 : On a collection of pseudoscorpions from the stomach contents of toads. University of California Publications in Entomology, vol. 3, p. 327-332.